# Apeadero de Soito
El Apeadero de Soito es una plataforma ferroviaria de la Línea de la Beira Alta, que sirve a la localidad de Soito, en el Distrito de Aveiro, en Portugal.

## Historia

### Inauguración
Este apeadero se encuentra en el tramo entre las Estaciones de Pampilhosa y Vilar Formoso, en la Línea de la Beira Alta, que fue inaugurado por la Compañía de los Caminhos de Ferro Portugueses de la Beira Alta  el 1 de julio de 1883.